# خبر صحفي
الخبر الصحفي. نوع من التقرير الصحفي، تقارير مباشرة عن شيء يحدث الآن. يعتمد في تأثيره على ماهية التقرير ومهارة الصحفي في تقديمه. وهذه النوعية قصيرة العمر.
وتتوقف أهمية خبر مقارنة مع خبر آخر في صحيفة ما على عدة عوامل منها مدى قربه الزمني أو المكاني. وهناك عامل آخر وهو أهميته للناس. فاكتشاف علمي جديد يمكن أن يؤثر على حياة المزارعين في بلد ما أو على صحة كثيرين حتى لو جاء من بلد آخر؛ يمكن أن يحل محل تقرير محلي جيد في الصفحة الأولى للجريدة.

## تقديم
لم يعد الخبر الصحفي مجرد وصف اعتيادي لحدث معين يحظى بالاهتمام بل أصبح صناعه مميزه لها سماتها الخاصة، وهذه الصناعة الصحفية دخلت وتفاعلت فيها عوامل عدة أسهمت في تطور أساليبها ووسائلها وطرائق إيصالها إلى الجمهور.
إن عملية جمع الأخبار وإعدادها وتوزيعها دخلت مرحله مهمة من التطور الذي رافق ثورة الاتصال والمعلوماتية وهكذا نجد العملية الإخبارية قد تعقدت تبعا لعالم ملئ بالصراعات المختلفة من إيديولوجية وثقافية واجتماعية واقتصادية وسياسية تركت أثرها واضحا في العملية الإخبارية.
وقد شهد النصف الثاني من القرن الماضي ظهور أنماط جديده من أساليب تحرير وكتابه الأخبار وتغيرت النظرة إلى الخبر تعريفا ومفهوما وأصبحت عملية إعداده صناعة متقنة ومعقده تجاوزت الوصف الاعتيادي للأحداث الجارية لتصبح عملية دقيقة لها وسائل وأساليبها وفلسفتها الخاصة.
وكثيرا ما كنا نقرأ في كتب الصحافة تعريفات للخبر تكاد تلتقي في مفهوم عام وهو ان الخبر وصف لحدث اني يحظى بالاهتمام.
ومضت عقود طويلة ظل فيها هذا المفهوم العام راسخا في أذهان كتاب الخبر والمحررين والمراسلين الذين وجدوا إن مهمتهم الصحفية تقوم على اطلاع القراء وتنويرهم بما يجري من أحداث.. 

### تعريفات الخبر
- فقد عرف نورثكليف  الخبر ونشره عام 1865 بأنه الإثارة والخروج عن المألوف.. فعندما يعض الكلب رجلا فهذا ليس بخبر ولكن عندما يعض الرجل كلبا فهذا هو الخبر
- ويرى نيل ماكنيل الذي عمل مساعد رئيس التحرير للشؤون الخارجية في صحيفة نيويورك تايمز أن الخبر هو جمع الحقائق عن الأحداث الجارية التي تثير اهتمام القراء لكي تطبعها الصحيفة[2]
- وعرف جيرالد جونسون الخبر بأنه وصف أو تقرير لحدث مهم بالنسبة للجمهور كما هو مهم بالنسبة للمخبر الصحفي نفسه فقيمة الحدث بالنسبة للمخبر يتحدد بمدى قابلية هذا الحدث للنشر.[3]
- ويرى فرايزر بوند إن الخبر هو تقرير وقتي عن أي شيء مثير بالنسبة للإنسان والخبر الجيد هو الخبر الذي يثير اهتمام أكبر عدد من القراء يعتبر خبرا مهماً.[4]
- أما عبد اللطيف حمزه فقد عرف الخبر بأنه الجديد الذي يتلهف القراء على معرفته والوقوف عليه بمجرد صدور الجريدة وعرف د. عبد الستار جواد الخبر بأنه شيء لا نعرفه من قبل، شيء نسيته أو انك لم تفهمه.
- وعرفه ماكد وجل بأنه/ تقرير عن حادث معين ترى الصحيفة في نشره وسيلة للربح المادي.[5]
- كما عرفه فارنس فاليز بأنه/ ذلك النوع الصحفي الذي يقوم بنقل معلومات معينة بشكل ملتزم حول وقائع ملموسه أو بعكس أحداث معينة بأسلوب مكثف وبأسرع طريقة ممكنة وينبغي أن يكون واقعيا وملتزما ومقنعا.
- وعرفه جلال الدين الحمامصي بأنه/ كل خبر يرى بأنه جدير بان يجمع ويطبع وينشر على الناس.[6]
- ويرى أديب خضور ان الخبر هو نوع صحف مستقل يقدم وقائع دقيقة ومتوازنة وجديده عن حدث يهم المجتمع.[7]
- الخبر تقرير عن حدث لم يكن معروفا عند الناس من قبل جمع بدقة من مصادر موثوقة بصحتها على أن يقوم بكتابته محررون متخصصون في العمل الصحفي.[8]

## اقرأ أيضا
- مراسل
- تحقيق صحفي
- جواز صحفي
- دبلوم صحافة
- عقيدة الصحفي
- صحافة
- أخلاقيات الصحافة
- صحافة مستقلة
- امتيازات المراسل الصحفي